# Miserentissimus Redemptor
Miserentissimus Redemptor est une encyclique du pape Pie XI, publiée le 8 mai 1928, consacrée à la réparation (en) due par tous au Sacré-Cœur de Jésus qui est selon le souverain pontife « la synthèse de la religion ». Pie XI rappelle que la dévotion au Sacré-Cœur, qui a pour origine l'encyclique Annum Sacrum de Léon XIII en 1899, a perdu depuis son intensité alors que « l'esprit d'expiation ou de réparation a toujours tenu le premier et principal rôle dans le culte rendu au Sacré-Cœur de Jésus ».

## Source
- (de) Cet article est partiellement ou en totalité issu de l’article de Wikipédia en allemand intitulé « Miserentissimus Redemptor » (voir la liste des auteurs).